# Hansson & Karlsson
Hansson & Karlsson var en svensk duo bestående av Bo Hansson (1943–2010) (hammondorgel) och Jan Carlsson (1937–2017) (trummor). 

## Historik
Gruppen var verksam under slutet av 1960-talet och spelade instrumental jazzrock och psykedelia. Musiken byggde mycket på improvisationer, varför också deras liveshower blev mycket olika och varierade från gång till gång. De blev bekanta med Jimi Hendrix och spelade med honom några gånger, bland annat på klubben Filips i Stockholm. Hendrix var intresserad av duons musik och spelade själv in Hansson & Karlssons komposition "Tax Free". Efter ett tag gick Bo Hansson och Janne Carlsson skilda vägar. Hansson gjorde solokarriär som musiker medan Carlsson satsade på en karriär som skådespelare.
Namnet
Anledningen till att duon stavar sitt namn Hansson & Karlsson, trots att Janne Carlsson stavar sitt efternamn med C, är att en affischmålare missuppfattade duons namn och skrev Karlsson med K. Bosse och Janne tyckte det såg bra ut, så de behöll den stavningen.

## Diskografi

### Studioalbum
- 1967 – Monument
- 1968 – Rex
- 1969 – Man at the Moon

### Samlingsalbum
- 1969 – Gold
- 1998 – Hansson & Karlsson
- 2010 – For People in Love 67-68
- 2015 - Exit (150 Copies Only)
- 2024 - Crescendo - 1968 (2 LP) (Coloured)

### Singlar
- 1967 – Lidingö Airport
- 1968 – P som i pop